# Fictossexualidade

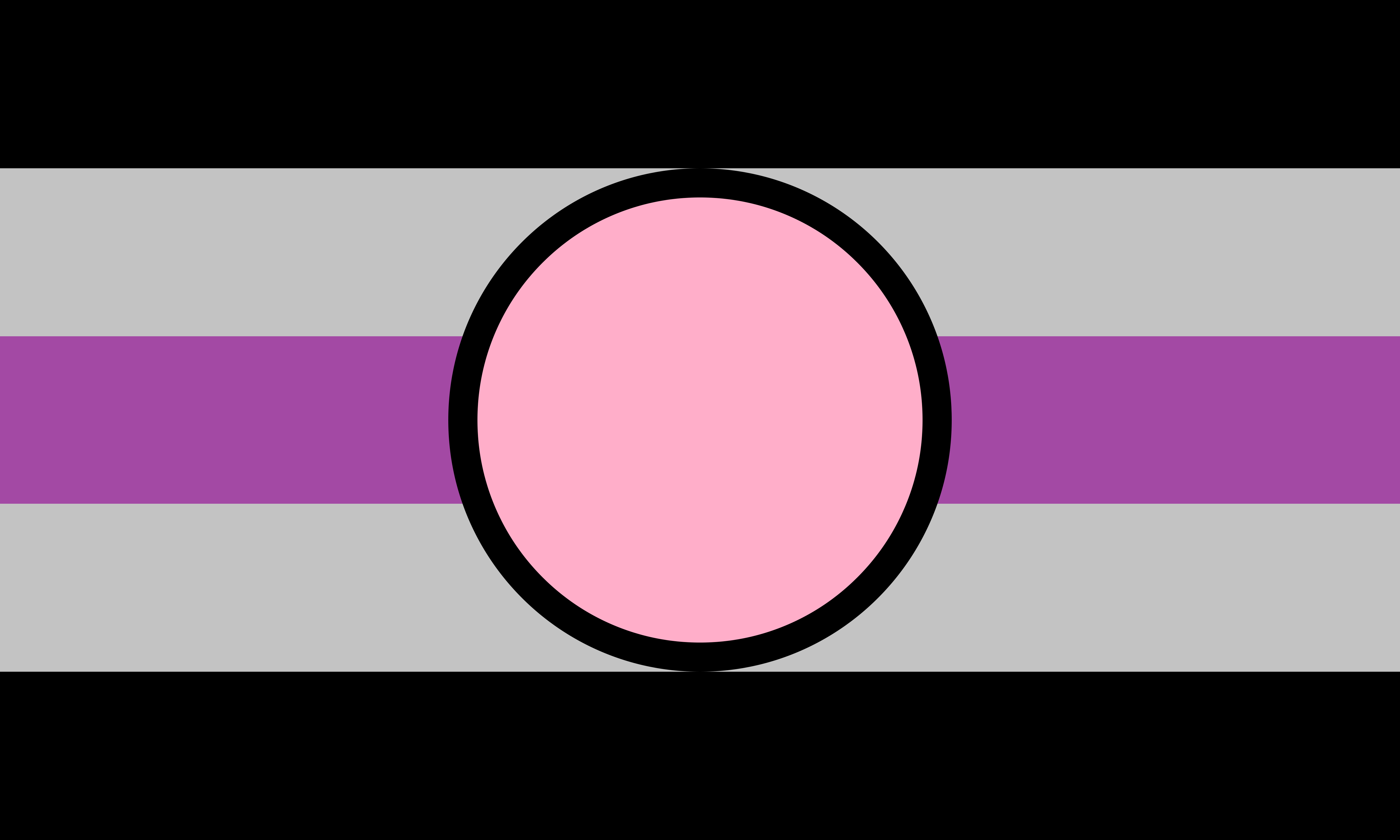
Bandeira do orgulho fictossexual

Fictossexualidade, ficciossexualidade, fictiossexualidade ou fictissexualidade, também chamada de fictofilia, descreve pessoas cuja atração sexual é direcionada apenas a personagens fictícias, geralmente 2D. O indivíduo pode ou não vivenciar exclusivamente esta atração. O termo pode se sobrepor no espectro assexual como um subtipo de aegossexual, também conhecido como autocorissexual.
O termo combina ficção (a partir do prefixo "ficto-") e sexualidade. A versão romântica de fitcossexual é fictorromanticidade, podendo ser vivenciada tanto por assexuais quanto por alossexuais. É importante não confundir com toonofilia (ou Shotacon), que é a atração sexual pela nudez ou desejo sexual de um personagem de desenho animado ou quadrinhos.

## Classificação
Há cinco temas abordados em pesquisas sobre fictossexuais:
1. Paradoxo fictofílico —‎ os fictófilos não "confundem ficção e realidade", mas abordam de forma exagerada a natureza parassocial de seu relacionamento. No entanto, suas emoções genuínas e sentimentos em relação às personagens podem gerar desconforto, uma vez que eles não podem interagir com as personagens da mesma forma que fazem com seus pares humanos.‎
2. Estigma fictofílico — fictófiles muitas vezes experimentam um estigma,[11][3] que pode ser diminuído por sua busca por apoio amoroso.‎
3. ‎Comportamentos fictofílicos — os comportamentos relacionados muitas vezes se emaranham em torno de várias atividades semelhantes aos fãs que contribuem para interagir com os objetos fictícios de amor ou desejo.‎
4. Assexualidade fictofílica — para alguns, a fictofilia parece estar ligada à assexualidade, e embora o fenômeno não possa ser considerado específico para adolescentes, pode refletir liminaridades de desenvolvimento e crescimento.‎
5. ‎Estímulos supernormais fictofílicos —‎ as relações fictófilas ressoam com efeitos de estímulos supranormais, ou seja, personagens fictícias parecem mais competentes ou melhores do que seus homólogos humanos.‎[12]